# Syzeton securipes
Syzeton securipes is een keversoort uit de familie schijnsnoerhalskevers (Aderidae). De wetenschappelijke naam van de soort werd in 1919 gepubliceerd door Krekich-Strassoldo.